# Susana Gaspar
Susana Gaspar Martínez (Zaragoza, 9 de agosto de 1974) es una política española. Actualmente es diputada por el Partido Popular en las Cortes de Aragón.

## Biografía
Nacida en Zaragoza en 1974, es licenciada en Derecho por la Universidad de Zaragoza y posee un máster en Gestión y Dirección de Recursos Humanos. Ha trabajado en diversos puestos de gestión en empresas nacionales y multinacionales. Desde 2013 está vinculada al partido político Ciudadanos y al ser la única que consiguió los avales necesarias para las primarias, fue la candidata del partido a la presidencia del Gobierno de Aragón en las elecciones de mayo de 2015. En estas elecciones obtuvo el acta de diputada por Zaragoza porque Cs entró con 5 diputados y el 9,41% de los votos.